# 청도 운문사 설송대사비
청도 운문사 설송대사비(淸道 雲門寺 雪松大師碑)는 대한민국 경상북도 청도군 운문면, 운문사에 있는 비석이다. 2018년 7월 16일 경상북도의 유형문화재 제661호로 지정되었다.

## 지정 사유
이 비는 조선 후기 교파와 선파의 통합에 기여한 설송당 연초대사(1676∼1750)를 기리는 비석으로, 설송대사가 입적한 4년 뒤인 1754년(영조 30)에 그의 제자인 남붕 등의 요청으로 건립되었다. 비문은 영조대 영의정을 지낸 이천보가 지었고 형조판서 이정보가 글씨를 썼으며, 제액은 도승지 이익보의 글씨이다.
비의 재질은 烏石으로 전면에 해서체(楷書體)의 비문이 새겨져 있는데 시작 부분에 비문을 지은 사람과 글씨를 쓴 사람을 먼저 내세워놓았다는 점이 특이하다. 뒷면에는 수법제자와 비석을 세우는 데 도움을 준 명단이 새겨져 있다.
18세기 중엽에 건립되었지만, 조선시대 불교 승려의 비석이라는 점에서 희소성과 특이성을 지니고 있다.

## 참고 문헌
- 청도 운문사 설송대사비 - 국가유산청 국가유산포털